# Jean Carlo Simancas
Jean Carlo Simancas (né Rafael Ignacio Briceño Simancas le 17 juillet 1949 Maracaibo, Venezuela), est un acteur de télévision et de théâtre vénézuélien.

## Biographie
Il fait des études d'arts dramatiques au collège puis au Teatro Universitario del Zulia.
Il s'est marié à Miss Venezuela 1980, Maye Brandt qui s'est suicidé un an plus tard.

## Carrière
Los lunáticos est la première pièce de théâtre où il joue. Elle est suivie de : Un domingo en Nueva York, El séptimo ángel, Romeo y Julieta, Vidas privadas et El último de los amantes ardientes.
En 1979, il interprète le chanteur franco-argentin Carlos Gardel dans la pièce El día que me quieras. Il débute dans des petits rôles jusqu'à obtenir son premier rôle de protagoniste dans la telenovela Tormento en 1977. 
En 1981 il joue en compagnie de Mayra Alejandra dans la telenovela Luisana mía au Venezuela. Fin 1981 et en 1982, on le retrouve dans deux telenovelas portoricaines : El amor nuestro de cada día et La jibarita. 
En 1986 il est avec Mimí Lazo dans la telenovela Viernes Negro de Venezolana de Televisión.
En 1991 et 1992, il participe à des telenovelas telles que Mundo de fieras et La revancha.
En 1993, il est dans Por amarte tanto avec Viviana Gibelli et Carolina Cristancho. En 1995, il incarne el Chalanero dans Ka Ina, superproduction tournée en forêt amazonienne.
En 1997, il est aux côtés de Jeannette Rodríguez dans la telenovela Todo por tu amor.
Il joue le père de la protagoniste principale dans Niña mimada, avec pour vedettes Eileen Abad et Marcelo Cezán.
En 2000, il est l'antagoniste principal de Más que Amor... Frenesí où il donne la réplique à Mario Cimarro. Il incarne le père de la Pelusa dans la telenovela de Venevisión La viuda joven et le personnage de Inocente Castillo dans Válgame Dios, ainsi que Simón Garrido dans la telenovela Misterios de familia.  
La même année il retourne au théâtre où il récite le monologue de Sangrando por la herida et Crónicas de un feminista.
En 2006 il joue dans la pièce Infielmente tuyo.
Sa plus récente pièce de théâtre a pour titre : Divorciémonos cariño écrite par Enrique Salas et dirigée par Elba Escobar. Il y joue avec l'actrice Josemith Bermúdez et l'acteur Adrian J Matos. La pièce est produite par Caracucho Producciones.

## Filmographie

### Films
- 1975 : Valentina : Eduardo Lacoste
- 1990 : Disparen a matar : Santiago

### Telenovelas
- 1976 : Carolina : Ricardo Jiménez
- 1977 : Iliana
- 1977 : Tormento
- 1977 : La hija de Juana Crespo : David
- 1978 : Mariela, Mariela
- 1979 : Sangre azul : Álvaro
- 1981 : Carolina : Ricardo Jiménez
- 1981 : Luisana mía : Juan Miguel Bernal
- 1981 : Marielena
- 1981 : Luz Marina
- 1982 : ¿Qué pasó con Jacqueline?
- 1982 : Claudia
- 1983 : Amor gitano : Augusto
- 1985 : Más allá del silencio
- 1986 : Amor prohibido : Miguel Ángel
- 1986 : Viernes Negro
- 1987 : Mi nombre es amor : Joaquín
- 1989 : La revancha : Alejandro
- 1990 : L'aventure extraordinaire d'un papa peu ordinaire  : Domingo Villaverde
- 1991 : Mundo de fieras : José Manuel Bustamante
- 1993 : Por amarte tanto : Luis Arturo Ramírez
- 1995 : Ka Ina : Ricardo León "El Chalanero"
- 1997 : Todo por tu amor : Samuel Montalbán
- 1998 : Niña mimada : Aurelio Echegaray
- 1998 : El país de las mujeres : Fabián Aristimuño
- 1999 : Toda mujer : Marcelo Bustamante
- 1999 :  Rizo  : Alejandro del Rey
- 2001 : Más que amor, frenesí : Orestes Lara
- 2003 : La invasora : Ignacio Martínez Aguilar
- 2004 : Negra consentida : Caetano Nascimento
- 2005 : Amantes : Humberto Rivera
- 2006 : Chao Cristina :  Marcelo Bolivar
- 2006 : Por todo lo alto : Ignacio Urquiaga
- 2008 : Arroz con leche : Fabio 'El Chef'
- 2008 : ¿Vieja yo? : Justo Ramírez
- 2010 : La mujer perfecta : Crúz Mario Polanco
- 2011 : La viuda joven : Salomón "El Pelúo" / Diego Luna
- 2012 : Válgame Dios : Inocente Castillo
- 2014 : Corazón esmeralda : César Augusto Enrique Salvatierra
- 2016 : Escándalos : Claudio Van Der Dys

## Théâtre
- Los lunáticos
- Un domingo en Nueva York
- El séptimo ángel
- Romeo y Julieta
- Vidas privadas
- El último de los amantes ardientes